# Dér László
Dér László (1950.) magyar hivatásos katona, ejtőernyős sportoló.

## Életpálya
Első ugrását 1970. április 21-én hajtotta végre. 2003-ban több mint 9 400 ugrással rendelkezett.

## Sportegyesületei
Szolnoki Honvéd Ejtőernyős Sportegyesület

## Sporteredmények

### Világbajnokság
A XVIII. Ejtőernyős Világbajnokságot 1986. szeptember 1. – szeptember 13. között rendezték Törökországban, Ankarában. A magyar férfi válogatott további tagjai: Antalicz Jenő, Ölvedi János, Olejnyik Artur és Négyesi Ferenc volt.

### Magyar bajnokság
- 1983-ban és 1991-ben célba ugrásban országos bajnok,
- 1986-ban stílus ugrásban magyar bajnok,

## Szakmai sikerek
- 2008-ban a HM vezetésétől a hazai és nemzetközi él – és versenysportban nyújtott kiváló teljesítménye elismeréséül, emlékplakettet vehetett át,
- 2011-ben Hende Csaba dr. honvédelmi miniszteri emlékplakettet adott át részére, a 2010-es Ejtőernyős Világkupa-győztes csapat edzőjeként végzett munkájáért.